# Cephalopholis microprion
Cephalopholis microprion es una especie de pez del género Cephalopholis, familia Serranidae. Fue descrita científicamente por Bleeker en 1852.
Se distribuye por el Pacífico Occidental: incluye el mar de Andamán, el golfo de Tailandia, Indonesia, Filipinas, Papúa Nueva Guinea, la Gran Barrera de Coral, las Islas Salomón y Nueva Caledonia. La longitud total (TL) es de 25 centímetros. Habita en arrecifes y se alimenta de peces y crustáceos. Puede alcanzar los 52 metros de profundidad.
Está clasificada como una especie marina inofensiva para el ser humano.